# 초능력자 (영화)
《초능력자》는 2010년 11월 10일에 개봉한 액션 스릴러 영화이다. 《좋은 놈, 나쁜 놈, 이상한 놈》에서 각본을 맡았던 김민석의 감독 데뷔작으로, 인간을 조종할 수 있는 초능력자와, 초능력이 통하지 않는 단 한사람과의 싸움이 주된 내용이다.

## 줄거리
1991년 의족을 하고 눈을 가린 초인은 절대 붕대를 풀어서는 안된다고 어머니는 말한다. 그때 어머니가 아버지에게 가정폭력을 당하자 붕대를 풀고 아버지를 살해한다.
결국 모자는 동반자살을 위해 초인의 목을 조르려고 하자 초인은 붕대를 벗고 달아난다.19년후인 2010년 자동차 폐기장에서 일하는 임규남(고수 분)은 교통 사고로 인해 병원에 입원하게 되고, 그 때문에 일하던 곳에서 해직당한다. 그 이후 일자리를 알아보던 규남은 전당포 일을 맡게 된다. 사장은 자꾸 장부와 금고의 돈이 맞지 않는다며 의문을 제기한다. 어느 날 자동차 폐기장에서 일하던 규남의 친구들이 전당포로 놀러온다. 다 함께 점심을 먹던 중 갑자기 몸이 움직이지 않고, 이상한 기운이 감돈다. 규남은 살짝 정신을 차렸지만 친구들과 사장은 움직이지 않는다. 잠시 후 사람이 들어오고 사장은 초점이 없는 눈으로 금고의 돈을 꺼내 그 사람에게 건넨다. 뭔가 일이 이상하게 흘러간다고 생각한 규남은 정신을 바짝 차려 움직이는데 성공한다. 초인은 규남만 움직이는 것을 보며 놀라움을 감추지 못한다. 규남은 초인을 물리치려 하지만 규남은 조종당하는 자신의 친구들과 사장의 공격을 당하고 결국 사장이 죽게된다. 초인이 물러난 후 정신이 깨어난 규남의 친구들은 규남과 함께 녹화된 CCTV 테잎을 보게 되고 초인에 의해 조종받았다는 사실을 알게 되고 싸우기로 결심한다. 그리고 자신을 제외한 모든 사람들을 눈으로 조종한다는 사실을 깨달은 규남은 전투 끝에 규남을 제압하고 얼굴에 봉지를 씌워 경찰서에 데려간다. 경찰에게 자초지종을 이야기 하고 CCTV 비디오 테이프를 건네주지만 경찰은 규남을 믿지 않는다. 결국 경찰은 봉투를 벗기게 되고 전부 조종당한다. 총격전 끝에 가까스로 살아남은 규남은 경찰의 총을 뺏어가면서 총기탈취 용의자로 몰리게 된다. 한편 규남의 친구들은 눈으로 조종한다는 사실을 깨닫고 각종 무기와 방어구를 갖고 초인을 대하지만 전혀 통하지 않고, 초인에게 끌려간다. 규남은 전당포에서 인질로 붙잡힌 친구들을 찾지만 친구들은 초인에 의해 살해된다. 초인을 쫓던 규남은 옥상에서 초인을 만나 죽이려 하지만 반대편에 사장의 딸 영숙(정은채 분)이 난간위에 올라가 떨어질 위기에 처했다는 것을 보고 잠시 움찔하지만 결국 초인과 같이 뛰어내려 초인은 죽고 규남은 살아남는다. 영숙은 다행히 옥상쪽으로 떨어져 살아남는다. 이 사고로 규남은 전신마비가 되고 스튜어디스가 된 영숙은 그를 챙긴다. 몇 개월후 지하철 선로에 떨어진 유치원생이 위기에 처한다. 유치원생을 넘어 전차가 지나가고, 규남에 의해 구조된다.

## 캐스팅
- 강동원 - 초능력자 역 (악역)
- 고수 - 임규남 역
- 정은채 - 영숙 역
- 윤다경 - 효숙 역
- 최덕문 - 애비 역
- 아부다드 - 버바 역
- 에네스 카야 - 알 역
- 양경모 - 초인꼬마 역
- 강현중 - 택시기사 역
- 김서원 - 최순경 역
- 김계선 - 장경장 역
- 김성민 - 은행여직원 역
- 문용찬 - 보조기노인 역
- 홍예령 - 식당할매 역
- 허영행 - 요리사 역
- 금동현 - 할배 역
- 조영규 - 의사 역
- 류아벨 - 주민 2 역
- 김소진 - 미스 리 역
- 허인영 - 빨래 아줌마 역
- 변희봉 - 정식 역 (특별출연)
- 김광규 - 정식 역 (특별출연)
- 김인권 - 사채업자 역 (특별출연)